# ソーニャ・ムゴシャ
ソーニャ・ムゴシャ（セルビア語: Sonja Mugoša, Соња Мугоша 1989年4月12日 - ）は、フランスパリ出身、セルビア・モンテネグロ、セルビア、モンテネグロのフィギュアスケート選手（女子シングル）。

## 経歴
パリで生まれ育ち、1998年からスケートを始める。フランス在住のまま2004-05年シーズンからセルビア・モンテネグロ所属としてISUジュニアグランプリに参加、国家分裂に際し2006-07年シーズンにはセルビアに所属し、2007年世界ジュニアフィギュアスケート選手権女子シングルには唯一のセルビア代表として出場した。後、国外居住者にモンテネグロ国籍が与えられはじめムゴシャも取得したが、その際には著名なモンテネグロ国籍取得者としてドラガン・ジャイッチら他のスポーツ選手と並んで名前が挙げられた。2009年世界フィギュアスケート選手権にはモンテネグロ代表としてエントリーがあり、2010年ヨーロッパフィギュアスケート選手権でも出場予定者として名前が挙がっていたが、まだモンテネグロ所属での国際大会出場はない。

## 主な戦績
| 大会/年                      | 2004-05 | 2005-06 | 2006-07 |
| ---------------------------- | ------- | ------- | ------- |
| セルビア選手権               |         |         | 3       |
| セルビア・モンテネグロ選手権 | 3       | 3       |         |
| 世界Jr.選手権                |         | 46      | 52      |
| JGP台湾杯                    |         |         | 20 J    |
| JGPスケートスロバキア        |         | 28 J    |         |
| JGPモントリオール            |         | 22 J    |         |
| ドラゴントロフィー           |         |         | 19 J    |

### 詳細
| 2006-2007 シーズン     |                                                                  |          |          |          |
| 開催日                 | 大会名                                                           | SP       | FS       | 結果     |
| 2007年2月26日 - 3月4日 | 2007年世界ジュニアフィギュアスケート選手権（オーベルストドルフ） | 52 22.43 | -        | 52       |
| 2007年2月2日 - 4日     | ドラゴントロフィー ジュニアクラス（リュブリャナ）                | 21 19.49 | 19 36.37 | 19 55.86 |
| 2006年10月12日 - 15日  | ISUジュニアグランプリ 台湾杯（台北）                             | 20 23.15 | 20 36.24 | 20 59.39 |

| 2005-2006 シーズン   |                                                            |          |          |          |
| 開催日               | 大会名                                                     | SP       | FS       | 結果     |
| 2006年3月6日 - 12日  | 2006年世界ジュニアフィギュアスケート選手権（リュブリャナ） | 23 41.86 | -        | 46       |
| 2005年9月22日 - 25日 | ISUジュニアグランプリ モントリオール（モントリオール）     | 22 21.02 | 22 32.35 | 22 53.37 |
| 2005年9月1日 - 4日   | ISUジュニアグランプリ スケートスロバキア（ブラチスラヴァ） | 28 20.34 | 28 37.26 | 28 57.60 |